# Riccius
Riccius est un cratère d'impact lunaire situé dans l’hémisphère Sud de la face visible de la Lune, au sud-ouest de la Mare Nectaris. Il se trouve entouré de plusieurs cratères, Rabbi Levi au sud-est, Stiborius (en) au nord-est et Nicolai (en) au sud. Le cratère Riccius a été très dégradé par de nombreux impacts ultérieurs. Seule la partie sur-ouest du contour est encore visible et intacte. C'est peut-être le cratère lunaire le plus défiguré sur la Lune.  
En 1935, l'Union astronomique internationale lui a attribué le nom de Ricius en l'honneur de l'astronome et mathématicien italien Matteo Ricci.
Par convention, les cratères satellites sont identifiés sur les cartes lunaires en plaçant la lettre sur le côté du point central du cratère qui est le plus proche de Riccius.
| Riccius | Latitude | Longitude | Diamètre |
| ------- | -------- | --------- | -------- |
| A       | 35.9° S  | 27.4° E   | 24 km    |
| B       | 37.5° S  | 27.8° E   | 19 km    |
| C       | 36.2° S  | 28.8° E   | 24 km    |
| D       | 40.3° S  | 28.9° E   | 17 km    |
| E       | 39.9° S  | 26.4° E   | 22 km    |
| G       | 38.5° S  | 24.4° E   | 13 km    |
| H       | 35.4° S  | 26.1° E   | 20 km    |
| J       | 40.7° S  | 26.0° E   | 13 km    |
| K       | 39.1° S  | 25.7° E   | 6 km     |
| L       | 41.5° S  | 26.8° E   | 8 km     |
| M       | 37.8° S  | 26.4° E   | 14 km    |
| N       | 41.1° S  | 27.6° E   | 13 km    |
| O       | 36.2° S  | 27.8° E   | 9 km     |
| P       | 35.7° S  | 28.1° E   | 11 km    |
| R       | 41.4° S  | 30.7° E   | 7 km     |
| S       | 37.0° S  | 26.5° E   | 11 km    |
| T       | 36.3° S  | 25.0° E   | 7 km     |
| W       | 38.9° S  | 25.2° E   | 19 km    |
| X       | 38.8° S  | 26.7° E   | 11 km    |
| Y       | 35.8° S  | 29.1° E   | 10 km    |